# Рэклю, Цезар
Цезар А. Рэклю (фр. César A. Récluz, 1797—1873) — французский конхиолог, изучал преимущественно систематику моллюсков европейских и других морей, причём установил большое число новых родов и видов. Свою большую коллекцию моллюсков он передал в Музей Делессерта. Многочисленные статьи Рэклю по этому предмету посвящены небольшим группам.

## Роды моллюсков, описанные Рэклю
- Clathrella Récluz, 1864
- Myllita d'Orbigny & Récluz, 1850
- Clypeolum Récluz, 1842
- Montfortia Récluz, 1843
- Septifer Récluz, 1848
- Azorinus Récluz, 1869
- Felania Récluz, 1851